# Clube Desportivo Monte Carlo
El Clube Desportivo Monte Carlo o simplemente Monte Carlo de Macau, es un club de fútbol con sede en Macao, fue fundado en 1984 y milita en la Primera División de Macao, de la cual ha sido campeón en cinco oportunidades.
A nivel internacional participó por primera vez en la Liga de Campeones de la AFC 2003, donde fue eliminado en la ronda clasificatoria por el campeón de Corea del Sur el Daejeon Citizen.

## Palmarés
- Primera División de Macao: 5

2002, 2003, 2004, 2008, 2013
- Copa de Macao: 1

2023

## Participación en competiciones de la AFC
| Season  | Competition          | Round             | Club            | Home | Away | Position |
| ------- | -------------------- | ----------------- | --------------- | ---- | ---- | -------- |
| 2002-03 | AFC Champions League | 2° Clasificatoria | Daejeon Citizen | 1–5  | 3–0  | 1–8      |
| 2023–24 | AFC Cup              | Play-off          | Taichung Futuro | 1–2  | 1–2  | 1–2      |